# Buftalmia
A buftalmia (também denominada de hidroftalmia) é uma malformação congénita caracterizada por uma distensão do globo ocular. Esta distensão é devida ao aumento da pressão intra-ocular.